# Rosenrot
Albums de Rammstein
Reise, Reise
(2004) Liebe ist für alle da
(2009)
Singles
1. Benzin
Sortie : 7 octobre 2005
2. Rosenrot
Sortie : 16 décembre 2005
3. Mann gegen Mann
Sortie : 3 mars 2006

Rosenrot est le cinquième album studio du groupe de Neue Deutsche Härte, Rammstein. Il est sorti en 2005 sur le label Universal et a été produit par Jacob Hellner.
D'abord sorti en version limitée dans leur pays natal le 27 octobre, il le fut par la suite au Virgin Megastore des Champs-Élysées à Paris le 28, puis à Londres le 29, et sa sortie mondiale fut le 31 (sauf aux États-Unis avec une sortie le 28 mars 2006).

## Historique

### Enregistrement
Six titres, Mann gegen Mann, Rosenrot, Wo Bist Du, Zerstören, Feuer & Wasser et Ein Lied , proviennent des sessions d'enregistrement de l'album Reise, Reise effectués à Malaga dans les studios El Cortijo. Le reste des titres fut enregistré à Berlin dans les studios Teldex.

### Inspirations
- Benzin parle de différentes addictions possibles, telles la drogue, l'alcool ou le tabac. Elle s'inspire du film Love Liza, dans lequel un homme sain, n'ayant touché à aucune drogue de sa vie, délaisse sa petite amie et son travail pour simplement avoir le plaisir de respirer l'odeur de l'essence.
- Pour les paroles de la chanson Mann gegen Mann, Till Lindemann s'est inspiré de plusieurs de ses amis homosexuels.
- Les deux premiers vers de la chanson Rosenrot (qui a donné le nom à l'album) "Sah ein Mädchen ein Röslein stehn' Blühte dort in lichten Höhn' " sont directement tirées d'un poème de Johann Wolfgang von Goethe, Heidenröslein, comme la chanson Dalaï Lama de l'album Reise, Reise s'inspirait du poème Le Roi des aulnes (Erlkönig) du même auteur.
- Hilf Mir s'inspire du conte La très triste histoire avec le briquet du recueil Pierre l'Ebouriffé (Der Struwwelpeter) écrit et illustré par le médecin allemand Heinrich Hoffmann[1].

### Particularités
La moitié des chansons qui composent cet album sont issues de l'enregistrement de Reise, Reise, sorti en 2004, dont Mann gegen Mann, Rosenrot, Wo Bist Du, Zerstören, Feuer & Wasser et Ein Lied, et datent donc de 2003.
Le titre Stirb Nicht Vor Mir fut enregistré en 2005 à Berlin avec la collaboration de Sharleen Spiteri, la chanteuse du groupe Texas, qui accompagne Till au chant.

### Réception
L'album a généralement été considéré comme assez décevant par les fans, beaucoup n'ont pas apprécié l'éloignement considérable qu'il représente par rapport au style bien plus proche du métal industriel classique des deux premiers albums, et même outre cette différenciation de style, il est considéré comme nettement moins inspiré que son prédécesseur, Reise, Reise ; de nombreux avis exprimés par les fans et webzines en font encore aujourd'hui l'album le moins aimé de Rammstein. Cependant, il est aussi vu comme plus accessible à ceux qui connaissent encore mal Rammstein et le métal industriel.
Néanmoins, il se classa à la première place des charts allemands, autrichiens et finlandais. En France, il resta classé pendant 21 semaines, atteignant la 5e place comme meilleur classement.

## Liste des pistes
- Tous les titres sont signés par le groupe.

| 1.    | Benzin                                                               | 3:46 |
| 2.    | Mann gegen Mann                                                      | 3:51 |
| 3.    | Rosenrot                                                             | 3:55 |
| 4.    | Spring                                                               | 5:25 |
| 5.    | Wo Bist Du                                                           | 3:56 |
| 6.    | Stirb Nicht Vor Mir (Don't Die Before I Do) (feat. Sharleen Spiteri) | 4:06 |
| 7.    | Zerstören                                                            | 5:29 |
| 8.    | Hilf Mir                                                             | 4:44 |
| 9.    | Te Quiero Puta !                                                     | 3:56 |
| 10.   | Feuer Und Wasser                                                     | 5:13 |
| 11.   | Ein Lied                                                             | 3:44 |
| 48:05 |                                                                      |      |

Cet album est également sorti en édition limitée incluant en plus un DVD de trois chansons live filmées lors du Reise, Reise Tour
1. Reise, Reise (Nîmes, France)
2. Mein Teil (Kawasaki, Japon)
3. Sonne (Brixton Academy, Royaume-Uni)

## Musiciens
Rammstein
- Till Lindemann : chant
- Christoph Schneider : batterie, percussions
- Christian Lorenz : claviers
- Oliver Riedel : basse
- Richard Zven Kruspe : lead guitare, chœurs
- Paul Landers : guitare rythmique, chœurs

Musiciens additionnels
- Sharleen Spiteri : chant sur Stirb Nicht Vor Mir
- Bobo : chœurs sur Stirb Nicht Vor Mir
- Christo Hermanndos : trompette sur Te Quiero Puta !
- Carmen Zapata : chant sur Te Quiero Puta !
- Olsen Involtini : arrangement des cordes sur Hilf Mir
- Sven Helbig: arrangements de la trompette sur Te Quiero Puta !
- Matthias Wilke : Chef de chœur sur les titres 1, 2 & 4

## Charts et certifications

### Album
Charts
| Pays             | Durée du classement | Meilleur classement | Date             |
| ---------------- | ------------------- | ------------------- | ---------------- |
| Allemagne        | 41 semaines         | 1er                 | 11 novembre 2005 |
| Australie        | 1 semaine           | 44e                 | 4 décembre 2005  |
| Autriche         | 22 semaines         | 1er                 | 11 novembre 2005 |
| Belgique (W)     | 19 semaines         | 8e                  | 5 novembre 2005  |
| Belgique (V)     | 45 semaines         | 3e                  | 12 novembre 2005 |
| Danemark         | 9 semaines          | 2e                  | 11 novembre 2005 |
| Espagne          | 7 semaines          | 9e                  | 6 novembre 2005  |
| États-Unis       | 5 semaines          | 47e                 | 15 avril 2006    |
| Finlande         | 15 semaines         | 1er                 | 31 octobre 2005  |
| France           | 21 semaines         | 5e                  | 29 octobre 2005  |
| Italie           | 5 semaines          | 20e                 | 3 novembre 2005  |
| Norvège          | 4 semaines          | 4e                  | 7 novembre 2005  |
| Nouvelle-Zélande | 1 semaine           | 38e                 | 5 décembre 2005  |
| Pays-Bas         | 24 semaines         | 4e                  | 5 novembre 2005  |
| Portugal         | 4 semaines          | 7e                  | 7 novembre 2005  |
| Royaume-Uni      | 2 semaines          | 29e                 | 12 novembre 2005 |
| Suède            | 12 semaines         | 2e                  | 3 novembre 2005  |
| Suisse           | 26 semaines         | 2e                  | 13 novembre 2005 |

Certifications
| Pays        | Certification | Ventes   | Date            |
| ----------- | ------------- | -------- | --------------- |
| Finlande    | Or            | 21 000 + | 2005            |
| Royaume-Uni | Argent        | 60 000 + | 22 juillet 2013 |
| Suisse      | Platine       | 40 000 + | 2005            |

### Singles
"Benzin"
| Chart                   | Durée du classement | Position | Date            |
| ----------------------- | ------------------- | -------- | --------------- |
| Single Top 100          | 9 semaines          | 6e       | 24 octobre 2005 |
| Ö3 Austria Top 40       | 14 semaines         | 11e      | 23 octobre 2005 |
| (W) Ultratop            | 3 semaines          | 33e      | 29 octobre 2005 |
| (V) Ultratop            | 2 semaines          | 41e      | 29 octobre 2005 |
| Track Top-40            | 7 semaines          | 3e       | 21 octobre 2005 |
| Promusicae              | 10 semaines         | 3e       | 16 octobre 2005 |
| Suomen virallinen lista | 3 semaines          | 1er      | 17 octobre 2005 |
| Top 100                 | 3 semaines          | 81e      | 22 octobre 2005 |
| FIMI                    | 3 semaines          | 31e      | 13 octobre 2005 |
| VG-lista                | 2 semaines          | 15e      | 17 octobre 2005 |
| Mega Top 50             | 4 semaines          | 25e      | 15 octobre 2005 |
| UK Singles Chart        | 1 semaine           | 58e      | 29 octobre 2005 |
| Sverigetopplistan       | 5 semaines          | 16e      | 20 octobre 2005 |
| Schweizer Hitparade     | 13 semaines         | 15e      | 23 octobre 2005 |

"Rosenrot"
| Chart               | Durée du classement | Position | Date             |
| ------------------- | ------------------- | -------- | ---------------- |
| Single Top 100      | 9 semaines          | 28e      | 30 décembre 2005 |
| Ö3 Austria Top 40   | 6 semaines          | 46e      | 13 janvier 2006  |
| Track Top-40        | 6 semaines          | 8e       | 13 janvier 2006  |
| Promusicae          | 3 semaines          | 13e      | 25 décembre 2005 |
| Mega Top 50         | 5 semaines          | 43e      | 24 décembre 2005 |
| Sverigetopplistan   | 2 semaines          | 53e      | 12 janvier 2006  |
| Schweizer Hitparade | 8 semaines          | 59e      | 1er janvier 2006 |

"Mann Gegen Mann"
| Chart                   | Durée du classement | Position | Date           |
| ----------------------- | ------------------- | -------- | -------------- |
| Single Top 100          | 8 semaines          | 20e      | 17 mars 2006   |
| Ö3 Austria Top 40       | 2 semaines          | 42e      | 17 mars 2006   |
| Track Top-40            | 6 semaines          | 5e       | 17 mars 2006   |
| Suomen virallinen lista | 1 semaine           | 18e      | 13 mars 2006   |
| Mega Top 50             | 2 semaines          | 35e      | 11 mars 2006   |
| UK Singles Chart        | 1 semaine           | 59e      | 1er avril 2006 |
| Sverigetopplistan       | 1 semaine           | 45e      | 16 mars 2006   |
| Schweizer Hitparade     | 2 semaines          | 66e      | 26 mars 2006   |